# Herzeele

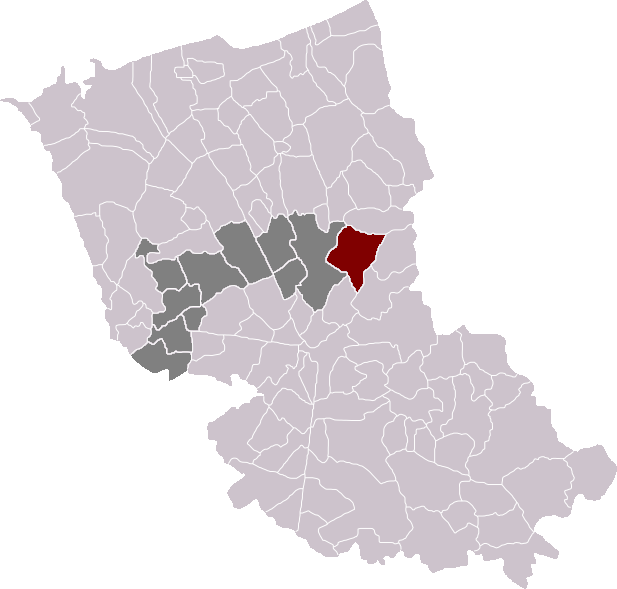
Localització de Herzeele

Herzeele (en neerlandès Herzele) és un municipi francès, situat a la regió dels Alts de França, al departament del Nord, que forma part de la Westhoek. L'any 2006 tenia 1.396 habitants. Limita al nord amb Bambecque, a l'oest amb Wormhout, a l'est amb Houtkerque, al sud-oest amb Oudezeele i al sud amb Winnezeele.

## Demografia
| Evolució de la població Cassini i INSEE |       |       |       |       |       |       |       |       |
| 1793                                    | 1800  | 1806  | 1821  | 1831  | 1836  | 1841  | 1846  | 1851  |
| 1 702                                   | 1 822 | 1 966 | 1 942 | 1 905 | 1 843 | 1 797 | 1 857 | 1 838 |

| 1856  | 1861  | 1866  | 1872  | 1876  | 1881  | 1886  | 1891  | 1896  |
| ----- | ----- | ----- | ----- | ----- | ----- | ----- | ----- | ----- |
| 1 809 | 1 712 | 1 672 | 1 665 | 1 679 | 1 647 | 1 660 | 1 597 | 1 561 |

| 1901  | 1906  | 1911  | 1921  | 1926  | 1931  | 1936  | 1946  | 1954  |
| ----- | ----- | ----- | ----- | ----- | ----- | ----- | ----- | ----- |
| 1 642 | 1 668 | 1 692 | 1 522 | 1 394 | 1 350 | 1 368 | 1 360 | 1 283 |

| 1962  | 1968  | 1975  | 1982  | 1990  | 1999  | 2006 | 2011 | 2016 |
| ----- | ----- | ----- | ----- | ----- | ----- | ---- | ---- | ---- |
| 1 216 | 1 171 | 1 118 | 1 111 | 1 210 | 1 293 | -    | -    | -    |

| 2019 | - | - | - | - | - | - | - | - |
| ---- | - | - | - | - | - | - | - | - |
| -    | - | - | - | - | - | - | - | - |

## Administració
| Període | Identitat     | Partit |
| ------- | ------------- | ------ |
| 2001-   | Régis Laporte |        |